# Volsinium
Volsinium (łac. Volsiniensis, wł. Bolsena) – stolica historycznej diecezji w Italii erygowanej w końcu V wieku, a włączonej w VII wieku w skład diecezji Orvieto. 
Współczesne miasto Bolsena w prowincji Viterbo we Włoszech. Obecnie katolickie biskupstwo tytularne ustanowione w 1970 przez papieża Pawła VI.

## Biskupi tytularni
| Lp. | Biskup                 | Funkcja                                                                   | Od               | Do               |
| --- | ---------------------- | ------------------------------------------------------------------------- | ---------------- | ---------------- |
| 1   | Adrianus Djajasepoetra | biskup senior Dżakarty (Indonezja)                                        | 21 maja 1970     | 10 lipca 1976    |
| 2   | Nicolas Eugene Walsh   | biskup pomocniczy Seattle (USA)                                           | 10 sierpnia 1976 | 6 września 1983  |
| 3   | Alfons Maria Stickler  | archiwista Tajnych Archiwów Watykanu bibliotekarz Biblioteki Watykańskiej | 8 września 1983  | 25 maja 1985     |
| 4   | Justin Francis Rigali  | urzędnik Kurii Rzymskiej                                                  | 8 czerwca 1985   | 25 stycznia 1994 |
| 5   | Justo Mullor García    | nuncjusz apostolski rektor Papieskiej Akademii Kościelnej                 | 28 lipca 1994    | 30 grudnia 2016  |
| 6   | Alfredo Zecca          | emerytowany arcybiskup Tucumán (Argentyna)                                | 9 czerwca 2017   | 4 listopada 2022 |
| 7   | Gian Luca Perici       | nuncjusz apostolski                                                       | 5 czerwca 2023   |                  |